# كاليفالا
كاليفالا  كتاب وملحمة شعرية جمعها العالم اللغوي الفنلندي إلياس لونروت (1802-1884) من الفولكلور الفنلندي (خصوصاً الكريلي، وهي لهجة وثيقة الصلة بالفنلندية) في منتصف القرن التاسع عشر. تعتبر ملحمة وطنية فنلندية وتقليدياً على أنها إحدى أهم أعمال الأدب الفنلندي. يقدر الكاريليون وغيرهم من المتحدثين بالبالتو فينية قيمة العمل. يعزى للكاليفالا بعض الفضل في الإلهام بالصحوة الوطنية التي قادت في نهاية المطاف إلى استقلال فنلندا عن روسيا في عام 1917.
تعني كاليفالا حرفياً «أرض كاليفلا» وهي فنلندا : فكاليفلا هو في الحقيقة اسم الجد الأسطوري والبطريركي للعرق الفنلندي، والمذكورة سواءً في هذا النص أو في ملحمة كاليفيبويغ الاستونية. تتكون الملحمة من 22.795 بيتاً، موزعة على خمسين قصيدة (بالفنلندية runo)

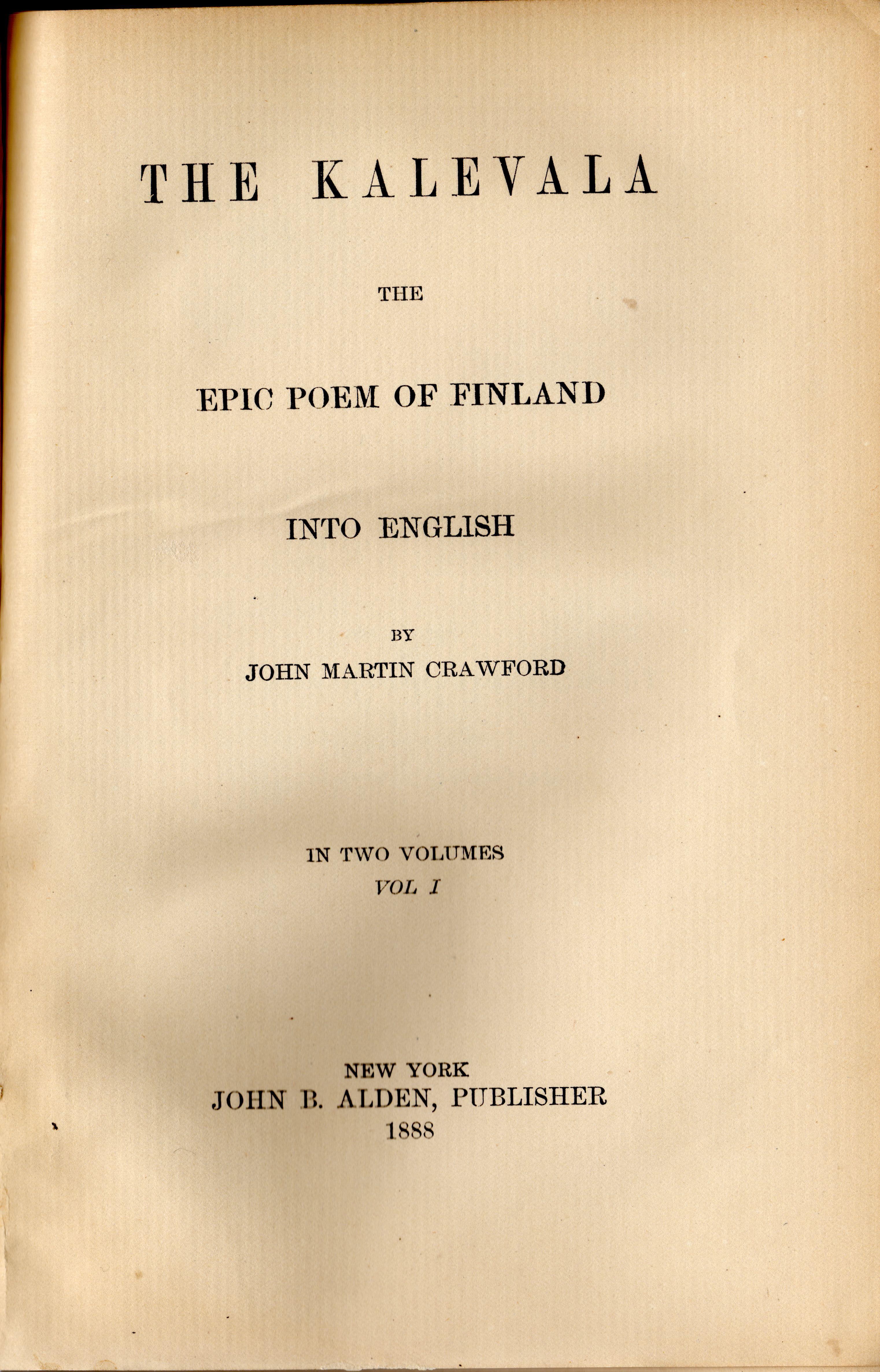
Kalevala. The national epic of Finland John Martin Crawford, 1888مجلد كتاب الملحمة للباحث جون مارتن

تتحدث الملحمة عن خلق الأرض والسماء والمخلوقات والنجوم.
يلتقي بطل الملحمة حسناء الشَمال، ولا توافق على الاقتران به إلا بشرط أن يصنع لها من أخشاب مِغزلها قاربا، لكنه يصنع لها بدلا من ذلك مطحنة هوائية ما يعني السعادة لتجلب لها الثروة والهناء. قام برسم الملحمة الفنان الروسي يوري لوكشين الذي وضع أيضا رسوما للأنجيل.

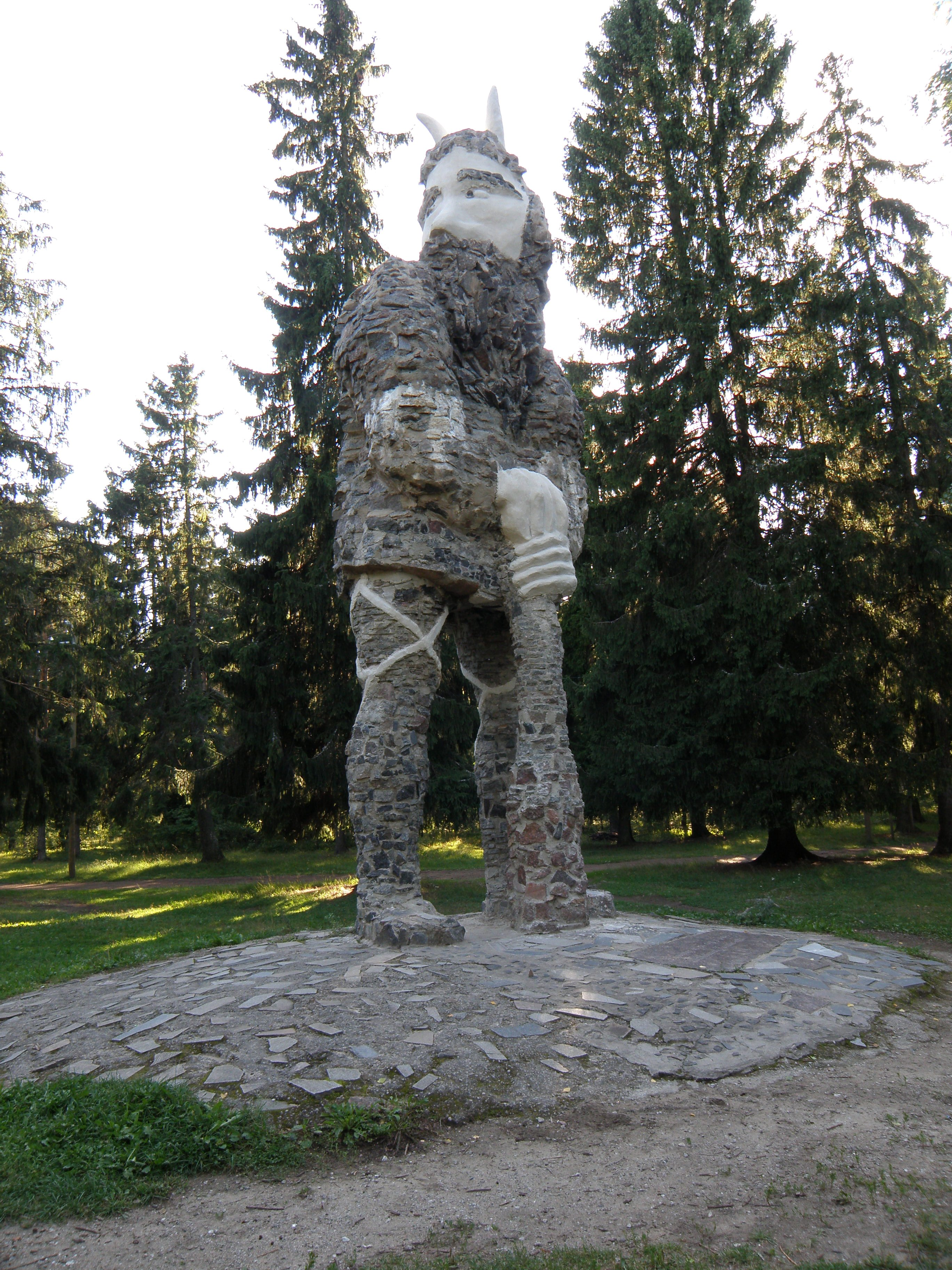
تمثال البطل الأسطوري كاليفيبويغ في قلعة غليني في تالين عاصمة استونيا

## ترجمات عربية
الكاليفالا: ملحمة الشعب الفنلندي. ترجمة سحبان أحمد مروة، مراجعة يوسّي ارو وكاي ورنبَري (بيروت: دار راناي، 1991).